# Turan Bayramov
Turan Bayramov (11 de enero de 2001) es un deportista azerbaiyano que compite en lucha libre.
Ganó tres medallas en el Campeonato Europeo de Lucha, en los años 2021 y 2024. Participó en los Juegos Olímpicos de Tokio 2020, ocupando el octavo lugar en la categoría de 74 kg.

## Palmarés internacional
| Campeonato Europeo | Campeonato Europeo | Campeonato Europeo | Campeonato Europeo |
| Año                | Lugar              | Medalla            | Categoría          |
| ------------------ | ------------------ | ------------------ | ------------------ |
| 2021               | Varsovia (Polonia) | Medalla de plata   | 70 kg              |
| 2022               | Budapest (Hungría) | Medalla de bronce  | 74 kg              |
| 2024               | Bucarest (Rumania) | Medalla de bronce  | 74 kg              |